# Grobnica leopardov
Grobnica leopardov (italijansko Tomba dei Leopardi) je etruščanska pogrebna komora, ki je svoje ime dobila po dveh nasproti si stoječih leopardih, naslikanih nad osrednjim prizorom gostije. Grobnica je del nekropole Monterozzi in je nastala okoli 480-450 pr. n. št.  Poslikava v grobnici je ena najbolj ohranjenih v Tarkviniji  in je znana po svojih živahnih barvah in upodobitvah, bogatih s kretnjami.
Udeleženci banketa so "elegantno oblečeni" moško-ženski pari, ki jim strežeta dva gola fanta, ki nosita servirni pribor. Ženske so upodobljene kot svetlopolte, moški kot temni, v skladu s konvencijami o upodabljanja spolov na Bližnjem vzhodu, Egiptu in arhaični Grčiji. Postavitev treh parov napoveduje kasnejši triclinium, ureditev rimske jedilnice. Na steni na levi in desni strani so upodobljeni glasbeniki. Na desni strani se banketu približuje komos – sprevod vdanih figur in glasbenikov; na levi strani se pojavlja šest glasbenikov in darovalcev v bolj slavnostni procesiji. 
Človek na skrajnem desnem kavču drži jajce, simbol regeneracije,  drugi udeleženci imajo vence.  Prizor se navadno razume kot predstavitev pogrebnega slavja ali družinskega obroka, ki se bo odvijal ob obletnici pokojnikove smrti. Predstavljen je kot praznovanje življenja, medtem ko imajo etruščanski banketni prizori v prejšnjih grobnicah bolj mračen značaj. Izgleda, kot da se prizor izvaja zunaj, med vitkimi drevesi in vegetacijo, morda pod krošnjami. 
Čeprav so figure izrazito etruščanske, umetnik osrednji banket nariše v slogu starogrške umetnosti in označuje prehod od arhaičnega do zgodnjega klasičnega sloga v etruščanski umetnosti. Procesije na levi in desni so bolj očitne arhaične in so jih izvajali različni umetniki. 
Grobnica je bila odkrita leta 1875. Leta 1920 je D. H. Lawrence opisal sliko v svojih potovalnih esejih Skice etruščanskih mest:

Stene tega majhnega groba so ples resničnega veselja. Prostor se zdi naseljen še z Etruščani 6. stoletja pr. n. št., živahnimi, življenjsko sprejemljivimi ljudmi, ki so morali živeti resnično polno. Prišli so plesalci in glasbeniki, ki se gibljejo v širokem frizu proti sprednjemu zidu grobnice, stena, ki jo vidimo, ko vstopimo s temnih stopnic in kjer se veselica odvija v vsej svoji slavi. ... Vse je tako pisano in sploh se ne zdi, da ni podzemlje, ampak v nekem gejevskem domu preteklosti. 

V umetniškem smislu se slika velja kot manj sofisticirana in graciozna od tiste, ki jo najdemo v grobnici Bigas ali grobnici Triclinium.